# Roma (couraçado de 1940)
O Roma foi um couraçado operado pela Marinha Real Italiana e a quarta e última embarcação da Classe Littorio, depois do Littorio, Vittorio Veneto e Impero. Sua construção foi o resultado de tensões internacionais cada vez maiores, e começou em setembro de 1938 no Cantieri Riuniti dell'Adriatico, em Trieste. O navio foi lançado ao mar em junho de 1940 e comissionado na frota italiana dois anos depois. Era armado com uma bateria principal composta por nove canhões de 381 milímetros montados em três torres de artilharia triplas, possuía deslocamento de 45 mil toneladas e conseguia alcançar uma velocidade máxima de trinta nós (56 quilômetros por hora). Por seu batimento ter ocorrido quatro anos depois de seus dois primeiros irmãos, o projeto do Roma incorporou várias mudanças e melhoramentos.
O couraçado entrou em serviço no meio da Segunda Guerra Mundial e, devido a uma séria escassez de combustível na Marinha Real, inicialmente permaneceu atracado em diversas cidades italianas junto com seus irmãos Littorio e Vittorio Veneto. Foi seriamente danificado duas vezes nessa função, em junho de 1943, durante bombardeios contra La Spezia. Passou por consertos em Gênova, em julho e no início de agosto, sendo então designado como a capitânia do almirante Carlo Bergamini dentro de um grande grupo naval. Essa força estava programada para atacar embarcações Aliadas seguindo para Salerno no dia 9 de setembro, porém a operação foi cancelada depois da assinatura do Armistício de Cassibile. Consequentemente, foi ordenado que a frota italiana se rendesse aos Aliados na Tunísia.
A força italiana foi avistada por bombardeiros Dornier Do 217 alemães da Luftwaffe enquanto atravessava o Estreito de Bonifácio no dia 9 de setembro. A primeira onda de ataque falhou, porém a segunda infligiu danos sérios contra o Roma. Um único acerto na popa inundou duas salas de caldeiras e a sala de máquinas traseira, inutilizando duas das quatro hélices do navio e causando incêndios, criados por arcos elétricos, em diversas partes da embarcação. Outra bomba acertou o couraçado pouco depois e detonou na sala de máquinas dianteira, causando inundações catastróficas e uma explosão no depósito de munição da segunda torre de artilharia. O Roma logo começou a afundar pela proa, por fim emborcando para bombordo e se partindo em dois; 1 393 marinheiros morreram, incluindo Bergamini.

## Antecedentes
O líder italiano Benito Mussolini não autorizou nenhum grande rearmamento da Marinha Real até 1933. Quando isso foi feito, os dois antigos couraçados da Classe Conte di Cavour foram enviados para modernização, enquanto o Littorio e o Vittorio Veneto, dois novos navios da Classe Littorio, tiveram suas construções iniciadas em 1934. O Ministério da Marinha começou a se preparar, em maio de 1935, para um programa de construção naval de cinco anos, que incluiria quatro couraçados, três porta-aviões, quatro cruzadores, 54 submarinos e quarenta outras embarcações menores. O almirante Domenico Cavagnari propôs a Mussolini, em dezembro, que outros dois couraçados da Classe Littorio fossem construídos para tentar conter uma possível aliança franco-britânica, pois esses dois países poderiam facilmente subjugar a frota italiana casso se unissem. Mussolini adiou sua decisão, mas depois autorizou o planejamento de dois navios, em janeiro de 1937. Eles foram aprovados e financiados em dezembro, sendo nomeados Roma e Impero.

## Características

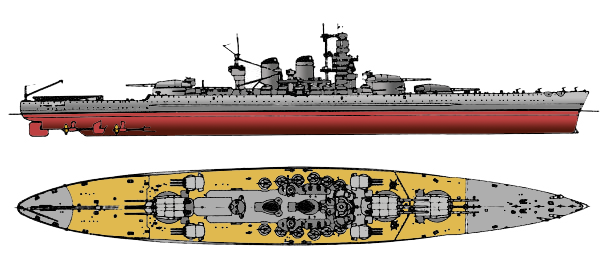
Desenho da Classe Littorio

O Roma tinha 240,68 metros de comprimento de fora a fora, uma boca de 32,82 metros e um calado de 9,6 metros. O navio possuía um deslocamento projetado de 40 992 toneladas, uma violação da restrição de 36 mil toneladas imposta pelo Tratado Naval de Washington de 1922; esse valor podia chegar a 45 485 toneladas quando totalmente carregado com suprimentos de combate. Seu sistema de propulsão era composto por oito caldeiras Yarrow alimentadas por óleo combustível, que impulsionavam quatro conjuntos de turbinas a vapor Belluzo, que chegavam a produzir um total de 129,2 mil cavalos-vapor (95 mil quilowatts) de potência. O Roma era capaz de alcançar uma velocidade máxima de trinta nós (56 quilômetros por hora) e tinha uma autonomia de 3,92 mil milhas náuticas (7,26 mil quilômetros) a uma velocidade de vinte nós (37 quilômetros por hora). Sua tripulação era de oitenta oficiais e 1 850 marinheiros. Também era equipado com uma catapulta na popa e três hidroaviões de reconhecimento.
A bateria principal do Roma consistia em nove canhões Ansaldo Modello 1934 de 381 milímetros. Estes, eram montados em três torres de artilharia triplas, duas na proa e uma na popa. Seus armamentos secundários tinham doze canhões Ansaldo Modello 1934/35 de 152 milímetros montados em quatro torres triplas localizadas à meia-nau, suplementadas por quatro canhões Ansaldo Modello 1891/92 de 120 milímetros em torres simples; estas eram armas antigas usadas principalmente para disparar projéteis iluminadores. A bateria antiaérea era formada por doze canhões Ansaldo Modello 1938 de 90 milímetros, vinte canhões Breda de 37 milímetros e 32 canhões Breda Modello 35 de 20 milímetros. O cinturão de blindagem tinha 280 milímetros de espessura e era complementado por uma segunda camada de aço de setenta milímetros. O convés era protegido por uma blindagem de 162 milímetros na área central, reduzida para 45 milímetros sobre partes menos vitais. As torres de artilharia principais tinham blindagem que ia desde 150 até 380 milímetros de espessura, enquanto as barbetas eram blindadas com chapas de 350 milímetros. Por fim, a torre de comando possuía proteção de 255 milímetros de espessura.
Como o batimento de quilha do Roma ocorreu quatro anos depois de seus irmãos Littorio e Vittorio Veneto, seu projeto foi capaz de incorporar alguns melhoramentos. Sua proa foi reprojetada com o objetivo de dar ao couraçado uma borda livre maior. Ela foi modificada ainda durante a construção, a partir de experiências adquiridas no Vittorio Veneto, tendo, assim, a extremidade mais fina na linha d'água. O Roma também foi equipado com um número maior de canhões antiaéreos de vinte milímetros, do que seus dois irmãos.

## História

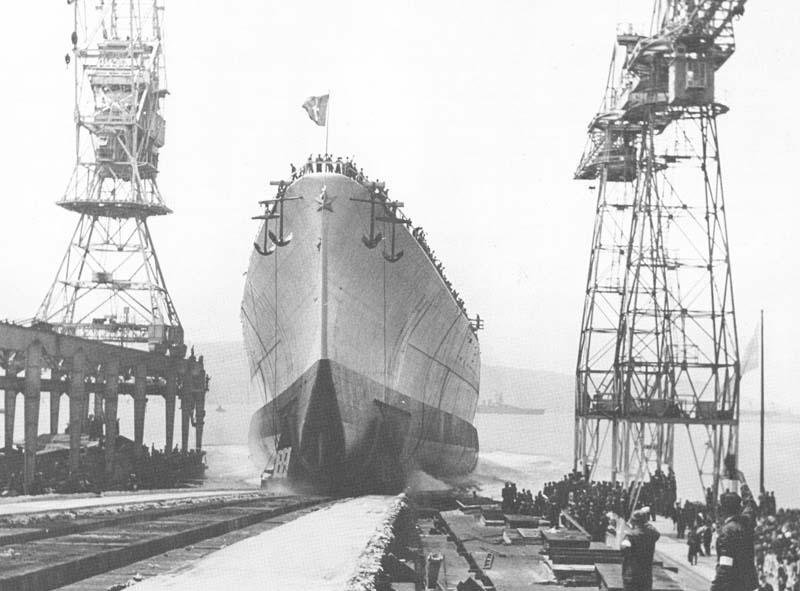
Lançamento do Roma, 9 de junho de 1940

O Roma foi construído pelo Cantieri Riuniti dell'Adriatico em Trieste. Seu batimento de quilha ocorreu no dia 18 de setembro de 1938 e ele foi lançado ao mar em 9 de junho de 1940. A equipagem demorou dois anos e o couraçado foi comissionado na Marinha Real Italiana em 14 de junho de 1942, durante a Segunda Guerra Mundial. Foi nomeado em homenagem à cidade de Roma. A embarcação chegou na base naval de Tarento em 21 de agosto e foi designada para servir na Nona Divisão Naval. No decorrer do ano seguinte, o Roma participou de diversos exercícios de treinamento e movimentou-se entre diversas bases, como Tarento, Nápoles e La Spezia, porém não partiu em nenhuma operação de combate porque a Marinha Real estava com uma séria escassez de combustível. Os únicos couraçados italianos que, na época, estavam em condições de batalha eram os três membros da Classe Littorio, pois a escassez de combustível tinha feito com que os outros quatro couraçados modernizados das classes Conte di Cavour e Andrea Doria fossem retirados do serviço. O potencial de combate da Marinha Real era praticamente inexistente, pois também não haviam embarcações suficientes para proporcionar escolta aos grandes navios da frota.
Os três membros da Classe Littorio foram transferidos de Tarento para Nápoles no dia 12 de novembro, em resposta a invasão Aliada do Norte da África; os três couraçados foram atacados no caminho pelo submarino britânico HMS Umbra, porém nenhum torpedo acertou o alvo. Os Estados Unidos lançaram um grande ataque aéreo contra Nápoles em 4 de dezembro, com o objetivo de destruir a frota italiana; um cruzador foi destruído, enquanto dois outros cruzadores e quatro contratorpedeiros foram danificados. As três embarcações foram transferidas para La Spezia dois dias depois, com o Roma sendo então nomeado a capitânia de toda a Marinha Real. Eles permaneceram no local durante a primeira metade de 1943, sem participar de qualquer tipo de operação.
La Spezia foi atacada diversas vezes por bombardeiros dos Aliados. Ações em 14 e 19 de abril de 1943 não acertaram o Roma, porém um ataque norte-americano, em 5 de junho, danificou seriamente o Vittorio Veneto e o Roma. Bombas de um Boeing B-17 Flying Fortress danificaram os dois couraçados estacionários com dois acertos em cada. O Roma também sofreu de dois quase acertos em ambos os lados de sua proa. A bomba que acertou a bombordo atravessou a lateral do casco antes que pudesse explodir. O navio começou a inundar a partir de danos que, juntos, cobriam uma área de três metros quadrados. A segunda bomba não acertou a embarcação, porém explodiu na água próximo do casco. Inundações dessa bomba cobriam uma área de 2,8 metros quadrados. Aproximadamente 2,35 mil toneladas de água entraram no navio.
Mais duas bombas danificaram o Roma em outro ataque aéreo, realizado em 23–24 de junho. Uma das bombas acertou o couraçado atrás e a bombordo da torre de artilharia traseira e obliterou diversos compartimentos, área que foi rapidamente inundada por encanamentos quebrados. A segunda bomba acertou em cima da própria torre de artilharia, porém houve poucos danos devido à espessa blindagem localizada na área. Esse ataque não danificou o navio seriamente ou causou grandes inundações, porém, mesmo assim, o Roma foi para Gênova a fim de passar por reparos. Ele chegou na cidade em 1º de julho e retornou para La Spezia em 13 de agosto.

### Naufrágio

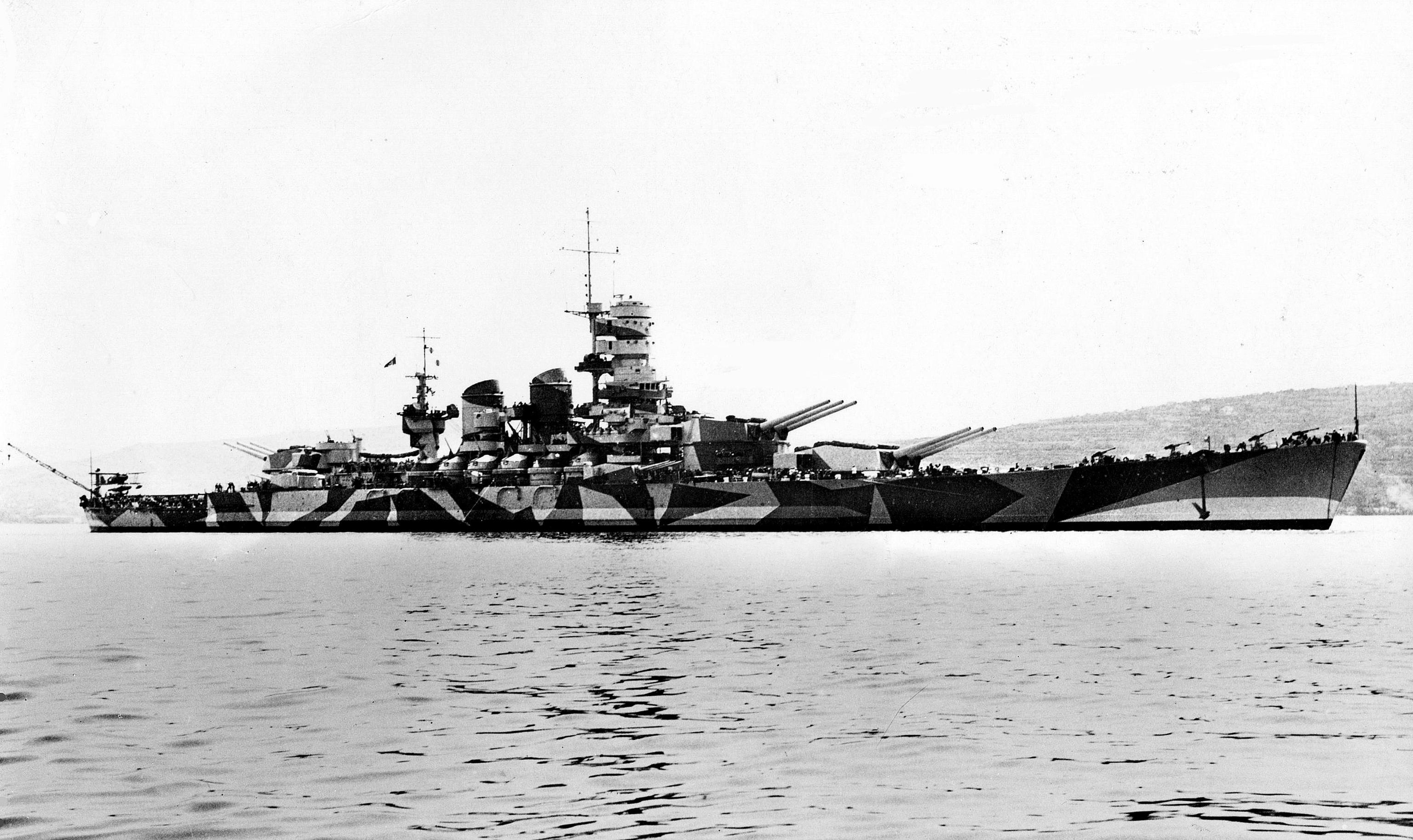
O Roma c. 1942–1943

O Roma deixou La Spezia em 9 de setembro de 1943 sob o comando do capitão Adone Del Cima e na posição de capitânia do almirante Carlo Bergamini, seis dias depois da assinatura do Armistício de Cassibile. Ele estava na companhia das principais forças da frota italiana, incluindo seus irmãos Vittorio Veneto e Littorio, este último renomeado para Italia; os cruzadores Eugenio di Savoia, Raimondo Montecuccoli e Emanuele Filiberto Duca d'Aosta, mais oito contratorpedeiros. O grupo posteriormente encontrou com mais três cruzadores vindos de Gênova: Duca degli Abruzzi, Giuseppe Garibaldi e Attilio Regolo.
A frota estava programada para, no mesmo dia, navegar em direção de Salerno com o objetivo de atacar navios dos Aliados que deveriam invadir a Itália como parte da Operação Avalanche; entretanto, a operação foi cancelada no dia anterior por causa da assinatura do armistício. Bergamini recebeu ordens de deixar La Spezia e ir para portos dos Aliados, pois as forças alemães na Itália tinham acabado de lançar a Operação Achse e os italianos não queriam que seus navios caíssem no controle alemão. Como Bergamini estava relutante em levar suas embarcações para Malta, pois não sabia dos detalhes do armistício e do destino que aguardava seus navios e, também, devido à existência de um plano de transferir o rei Vítor Emanuel III, sua corte e o governo para fora de Roma, seu destino inicial foi a base naval de La Maddalena, na Sardenha. Nessa base, Bergamini receberia mais ordens do almirante Bruno Brivonesi, o comandante naval da Sardenha, e também documentos sobre as condições da rendição da Marinha Real. Entretanto, o plano de transferir o rei para La Maddalena foi cancelado e ele fugiu para Pescara, enquanto tropas alemãs ocuparam a base na Sardenha. Consequentemente, Bergamini recebeu ordens de seguir para Bona, na Tunísia, porto controlado pelos Aliados. A frota então mudou de curso, porém os alemães descobriram que a frota italiana estava seguindo para uma base Aliada. A Luftwaffe enviou um grupo de bombardeiros Dornier Do 217, armados com bombas radio-controladas Fritz X, para interceptar a força naval. Essas aeronaves encontraram os italianos enquanto estes estavam cruzando o Estreito de Bonifácio.

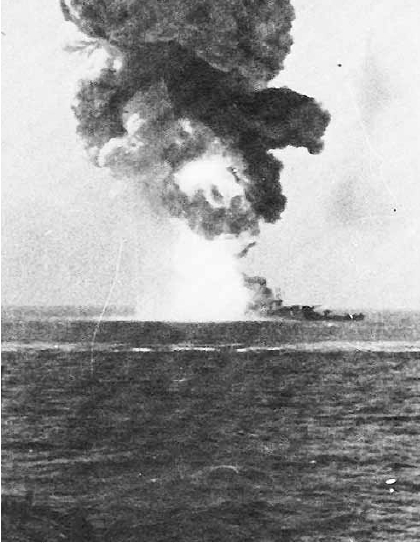
A explosão do depósito de munição do Roma, 9 de setembro de 1943

Os Do 217 alemães seguiram a frota por algum tempo, porém os italianos não dispararam contra as aeronaves; elas estavam a uma distância que impedia de distingui-las como inimigas ou amigas, e Bergamini acreditou que eram o suporte aéreo prometido pelos Aliados. O Roma e o Italia foram atacados às 15h37min e a frota entrou em ação, com as baterias antiaéreas abrindo fogo e as embarcações iniciando manobras evasivas. O Italia foi atingido quinze minutos depois, a bombordo, embaixo de sua torre de artilharia dianteira, enquanto o Roma também foi atingido no mesmo lado. Essa bomba atravessou todo o couraçado e detonou embaixo da quilha, danificando a viga do casco e permitindo que água inundasse a sala de máquinas traseira e duas salas de caldeiras. Isto fez com que as duas hélices internas parassem de funcionar por falta de potência, e também criou vários incêndios de arco elétrico na parte traseira do navio.
O Roma estava perdendo potência e velocidade e, assim, ficou para trás no grupo italiano. Outra bomba alemã acertou o convés do couraçado a estibordo, às 16h02min. Ela provavelmente danificou a sala de máquinas dianteira, criando chamas e causando enormes inundações no depósito de munição da segunda torre de artilharia dianteira e da torre de artilharia secundária dianteira de bombordo, o que colocou uma pressão ainda maior na previamente danificada viga do casco. Uma enorme explosão ocorreu alguns segundos depois da detonação da bomba alemã, no depósito de munição, e jogou a segunda torre de artilharia principal para fora do navio. Isso causou inundações volumosas e o couraçado começou a afundar pela proa e com um adernamento a estibordo. O Roma rapidamente emborcou e se partiu em dois. Segundo o inquérito oficial do naufrágio, haviam 1 849 marinheiros a bordo, dos quais 596 sobreviveram e 1 253 morreram. Entretanto, segundo o historiador naval Francesco Mattesini, que citou uma pesquisa realizada por Pier Paolo Bergamini, filho do almirante Bergamini, aproximadamente duzentos homens da equipe do almirante estavam a bordo e, por erro, não foram incluídos no inquérito. Esses homens aumentariam a tripulação total para 2 041 pessoas e o número de mortos para 1 393.
O couraçado teve uma carreira ativa de apenas quinze meses e, nesse período, realizou vinte surtidas, a maioria transferências entre bases e nunca para entrar em combate. Ao todo, o Roma viajou por aproximadamente 2 492 milhas (4,01 mil quilômetros) e consumiu 3,32 mil toneladas de óleo combustível, totalizando 133 horas navegando.

## Destroços
Os destroços do Roma foram localizados em junho de 2012 pelo robô submarino Pluto Palla, projetado pelo engenheiro italiano Guido Gay. O que resta do couraçado está a trinta quilômetros de distância do litoral da Sardenha a uma profundidade de um quilômetro. Uma cerimônia em memória das vítimas do naufrágio foi realizada em 10 de setembro de 2012, a bordo de uma fragata italiana sobre o local onde o Roma afundou. Giampaolo Di Paola, um ex-oficial naval e então Ministro da Defesa, discursou durante a cerimônia e descreveu os marinheiros mortos como "heróis involuntários que encontraram seu lugar na história porque realizaram seu dever até o final".